# Scansoriopteryx

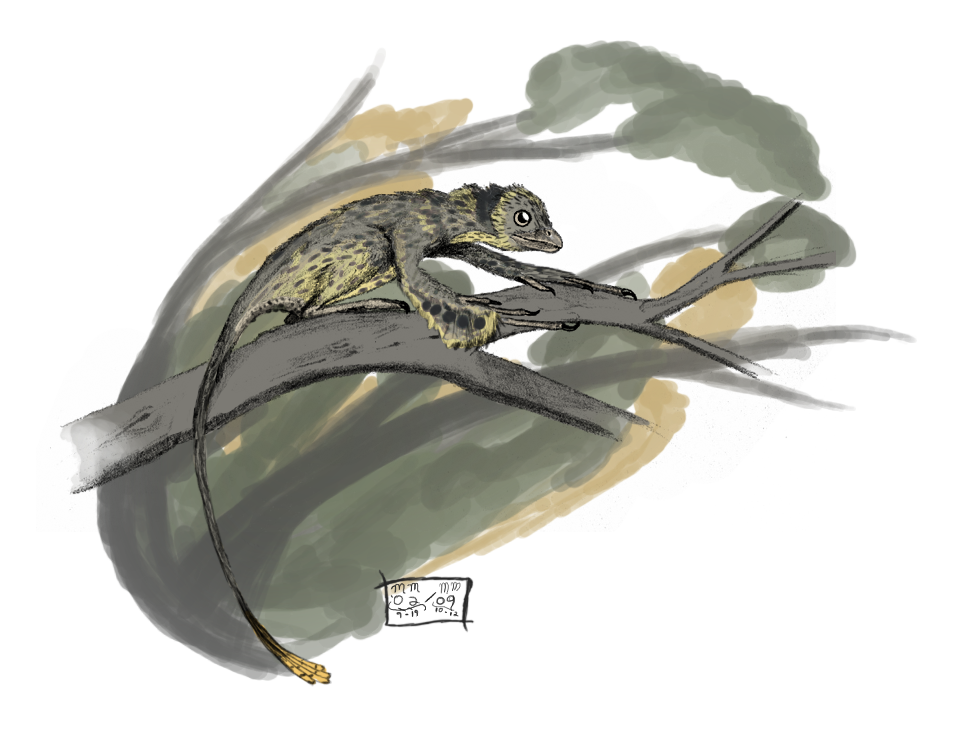
Scansoriopteryx heilmanni

Scansoriopteryx heilmanni is een theropode dinosauriër behorend tot de Paraves die tijdens het Jura of Krijt leefde in het gebied van het huidige China.

## Naamgeving
De soort werd in 2002 benoemd en beschreven door Stephan Czerkas en Yuan Chongxi in een door de eerste zelf uitgegeven boek. De geslachtsnaam betekent "klimmende veer" vanuit het Latijnse scandere, "klimmen" en het Klassiek Griekse pteryx, "veer", een verwijzing naar het bevederd zijn en de vermoede levenswijze als boombewoner. De soortaanduiding eert de Deen Gerhard Heilmann omdat hij "de voorvechter was van het concept dat vogels afgeleid zijn van een boombewonend voorgeslacht". Scansoriopteryx is wellicht identiek aan de in hetzelfde jaar gepubliceerde Epidendrosaurus; in dat geval zou de naam Scansoriopteryx volgens de gangbare interpretatie van de geldende regels voorrang hebben omdat Epidendrosaurus weliswaar eerder gepubliceerd werd, maar in elektronische vorm en pas later in druk. De beschrijving, hoewel voldoende om de naam Scansoriopteryx geen nomen nudum te laten zijn, is erg summier zij het door foto's geïllustreerd, waarbij het artikel voorafging door een kleurenfoto van een model op ware grootte van twee exemplaren in het nest, door Czerkas, die naast amateurpaleontoloog ook beeldend kunstenaar is, zelf vervaardigd.

## Herkomst fossiel
Het fossiel, holotype CAGS02-IG-gausa-1/DM 607, bestaat uit een fragmentarisch skelet op een plaat. Czerkas heeft het fossiel zelf in houderschap; het maakt deel uit van de reizende tentoonstelling van zijn Dinosaur Museum en werd door hem op een congres in april 2000 bekendgemaakt. Volgens hem heeft hij het in bruikleen van een Chinees instituut en zal het na verloop van tijd naar China terugkeren. Hierover bestaat echter onduidelijkheid en geen enkele paleontoloog heeft het specimen openlijk willen bestuderen uit vrees dat het een uit China gesmokkeld exemplaar is, verkregen uit illegale handel — die beschuldiging werd openlijk geuit door de Chinese paleontoloog Zhang Fucheng. Czerkas heeft een slechte reputatie op dit gebied, een gevolg van zijn betrokkenheid in de beruchte "Archaeoraptor"-affaire. Deze situatie heeft ertoe geleid dat het lastig is de kenmerken van de soort goed vast te stellen. De literatuur gaat er vaak van uit dat Epidendrosaurus en Scansoriopteryx identiek zijn maar gebruikt ondanks de prioriteitsregels dan de eerste naam. Naar aanleiding van deze zaak is ook in 2004 aan de ICZN het nog lopende verzoek gedaan de regels aan te passen en elektronische publicaties gelijk te stellen aan schriftelijke.
Een tweede probleem, hiermee verband houdend, is dat de herkomst van het fossiel onduidelijk is. We weten niet op welke locatie en in welke aardlaag het opgegraven is. Volgens Wang stamt het vermoedelijk uit dezelfde Daohugou-lagen (Bathonien) als Epidendrosaurus. Volgens Czerkas echter is het fossiel afkomstig uit de Dawangzhangzi-lagen van de Yixianformatie (Jehol-groep, Aptien).

## Beschrijving

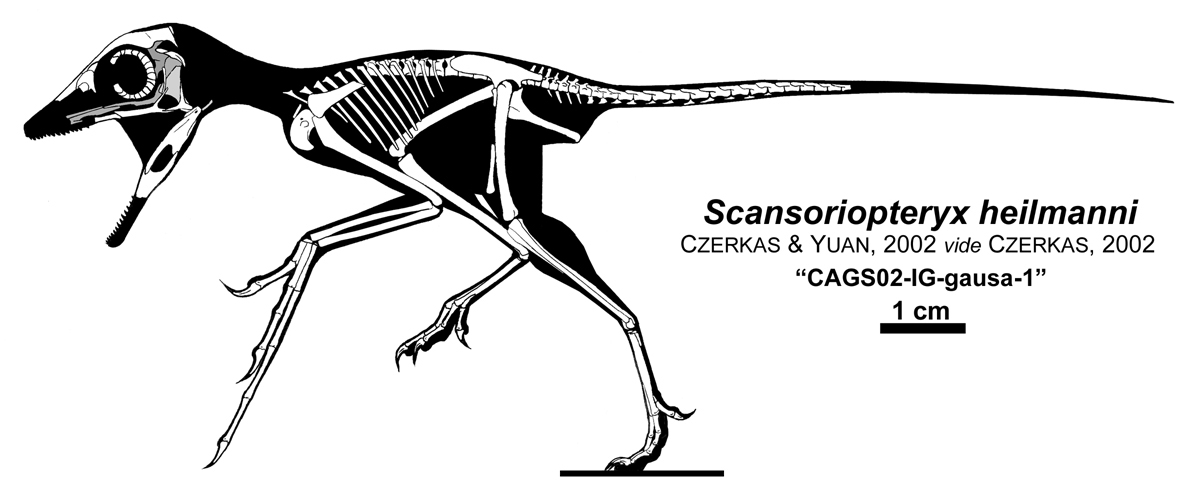
Een reconstructie van het skelet door Jaime Headden

Het fossiel is van een zeer juveniel dier, vermoedelijk slechts enkele weken oud. Het heeft een lengte van zo'n dertien centimeter en een gewicht van ongeveer zes gram. Het omvat het achterste deel van de schedel; een scleraalring van het oog; de achterkant van de onderkaken; zeven ruggenwervels; ribfragmenten; buikribben; vergroeide bekkenwervels; 22 staartwervels; het ondereinde van een schouderblad; een ravenbeksbeen; een gedeeltelijk vorkbeen; een opperarmbeen; beide spaakbeenderen; beide ellepijpen; een pols en hand; beide darmbeenderen; de uiteinden van de schaambeenderen; beide zitbeenderen en beide achterpoten. Het fossiel toont afdrukken van veren en schubben.
Scansoriopteryx toont geen basale kenmerken die niet ook bij de Maniraptora voorkomen — en daar als homoplasie worden verklaard — behalve wellicht de korte schaambeenderen, waarvan de lengte echter niet exact bekend is.
De kop van Scansoriopreyx is relatief groot, wat vermoedelijk samenhangt met de jonge leeftijd. De oogkas maakt een groot deel uit van de bewaard gebleven achterkant van de schedel. De armen zijn lang en de derde vinger is veel langer dan de andere twee. De achterbenen zijn relatief kort maar wel goed ontwikkeld. De eerste teen is sterk naar achteren gekeerd. De staartbasis bestaat uit korte wervels voor een goede beweeglijkheid van het hele orgaan maar de verdere wervels zijn verlengd en door uitsteeksels verstijfd. Het uiteinde van de staart is niet bewaard gebleven maar de 22 aanwezige wervels hebben bij elkaar een geringe lengte.

## Taxonomie

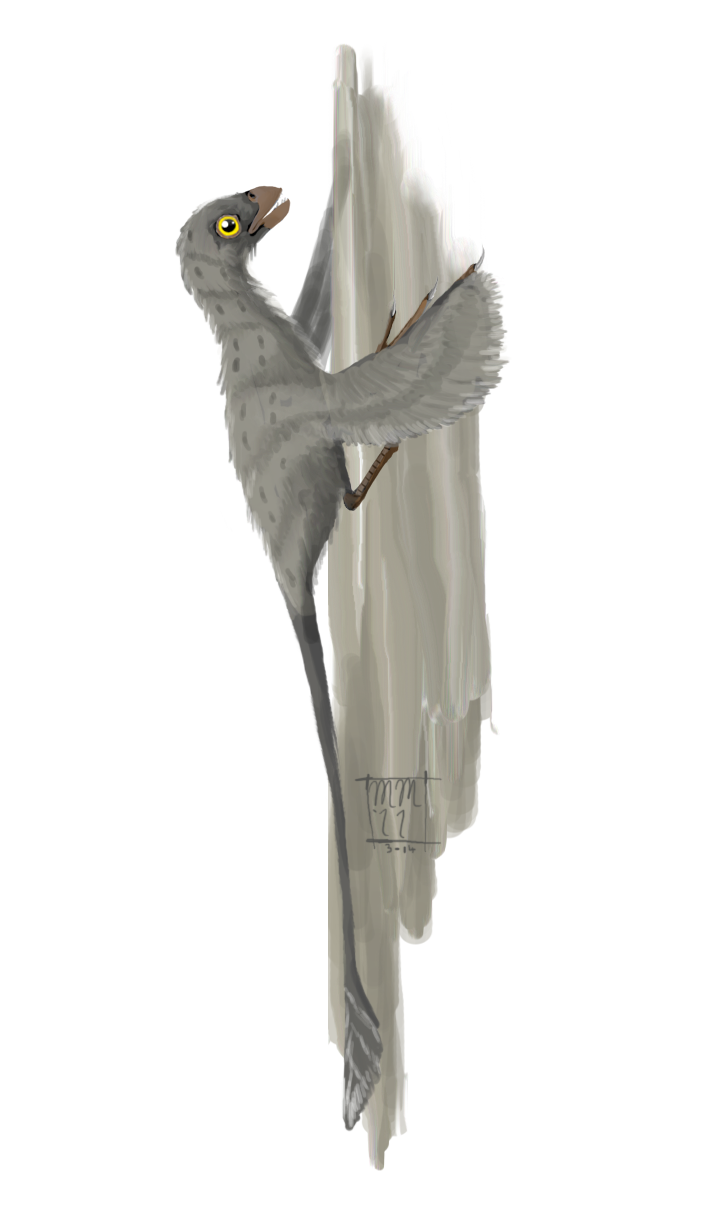
Een klimmend kuiken

Czerkas plaatste Scansoriopteryx in de Scansoriopterygidae. Een eigenaardigheid is echter dat hij een aanhanger is van de theorie dat vogels geen dinosauriërs zijn — net als Heilmann ooit was — en een van de eerste voorstanders van de zogenaamde MANIAC-variant daarvan die stelt dat ook de Maniraptora dat ook niet zijn en dus ook geen theropoden. Zijn precieze opvattingen hierin zijn echter onduidelijk; hij wordt soms zo begrepen dat hij zou stellen dat de Maniraptora en Sauropodomorpha samen de Saurischia vormen maar dat de Theropoda en Ornithischia, samen de Dinosauria vormend, een daarvan onafhankelijke afstammingslijn zijn. Scansoriopteryx is in deze optiek dus wel een saurischiër maar geen dinosauriër of theropode. Een alternatieve weergave van zijn opvatting is dat hij slechts stelt dat Maniraptora basale saurischiërs zijn en theropoden meer afgeleide saurischiërs. Dit wordt gesuggereerd door het beschrijvende artikel maar is weer niet in overeenstemming met zijn elders geuite twijfel dat vogels dinosauriërs zijn. In beide gevallen komt zijn positie neer op een extreem minderheidsstandpunt: andere onderzoekers plaatsen Scansoriopteryx ook in de Scansoriopterygidae, Avialae en Maniraptora maar tevens in de Theropoda, Saurischia en Dinosauria.

## Levenswijze
Volgens de beschrijvers wijzen de lange handen en de naar achteren wijzende eerste teen erop dat Scansoriopteryx een klimmende levenswijze had. Het juveniel zelf kon in ieder geval niet vliegen. Ze namen echter aan dat het in volwassen vorm zeker kon springen of glijden en dat dit wees op een "proavis"-fase in de evolutie van vogels waarbij ze als boombewoners het vermogen tot vliegen hadden verworven, zoals al aangegeven door Heilmann. De donsachtige structuren, vooral aangetroffen bij de handen, zouden dan in de volwassenheid vervangen zijn door echte veren, analoog aan de rijping bij huidige vogels. De levenswijze als boombewoner zou oorspronkelijk geweest zijn voor de Maniraptora die dan pas later in sommige lijnen de echte theropoden hierin zouden hebben geïmiteerd door ook de grond op te zoeken.
De publicatie in 2008 van de verwante soort Epidexipteryx die een nog veel langere derde vinger had behelsde ook de hypothese dat deze gebruikt werd om insectenlarven uit gaten en onder schors vandaan te pulken op de wijze van het vingerdier, een functie die dus ook aannemelijk is geworden voor Scansoriopteryx.

## Relatie metEpidendrosaurusenEpidexipteryx
Scansoriopteryx is duidelijk verwant aan Epidendrosaurus en wordt soms simpelweg daaraan gelijkgesteld. Hierover bestaan echter vele onzekerheden. Het is onduidelijk of ze echt uit dezelfde aardlaag komen. Zou de herkomst inderdaad de Yixianformatie, dertig miljoen jaar later, zijn dan had dat identiteit vrijwel uitgesloten, ware het niet dat van de Daohugou-lagen weer niet zeker is dat ze uit het Jura stammen; ze kunnen ook uit het Krijt dateren.
Een volgende moeilijkheid is dat de fossielen van beiden incompleet zijn en maar op een paar punten vergeleken kunnen worden. De handen en benen zijn zeer gelijkend. De positie van de eerste teen is iets afwijkend. De staart lijkt bij Scansoriopteryx echter veel korter. Het kan zijn dat deze door rijping zou verlengen. De scleraalring bij Epidendrosaurus is volledig vergroeid; de ellepijp is meer gebogen en de eerste klauw is veel groter dan de tweede. De grootte van beide fossielen is ook een probleem: die is ongeveer hetzelfde ondanks dat ze uit verschillende leeftijdsfasen komen; de jongere Scansoriopteryx is zelfs iets groter. Het is dus mogelijk dat het verschillende soorten betreft en dat geval is het een kwestie van persoonlijke keuze of men daarvoor mede een aparte geslachtsnaam wil gebruiken.
Epidexipteryx wordt soms vermoed de volwassen vorm van beiden te zijn. Die heeft echter weer een kortere staart, wat dan zou betekenen dat dit orgaan tijdens de ontogenie eerst zou moeten verlengen en dan weer verkorten. Een laatste mogelijkheid is dat Epidexipteryx de volwassen vorm is van Scansoriopteryx maar dat Epidendrosaurus een aparte soort vertegenwoordigt.